# NGC 3486
NGC 3486 ist eine Balkenspiralgalaxie vom Typ SBc im Sternbild Kleiner Löwe. Sie ist schätzungsweise 29 Mio. Lichtjahre von der Milchstraße entfernt und wird als Seyfert-2-Galaxie gelistet. 
NGC 3486 wurde am 11. April 1785 von William Herschel unter Verwendung eines 18,7-Zoll-Teleskops entdeckt.

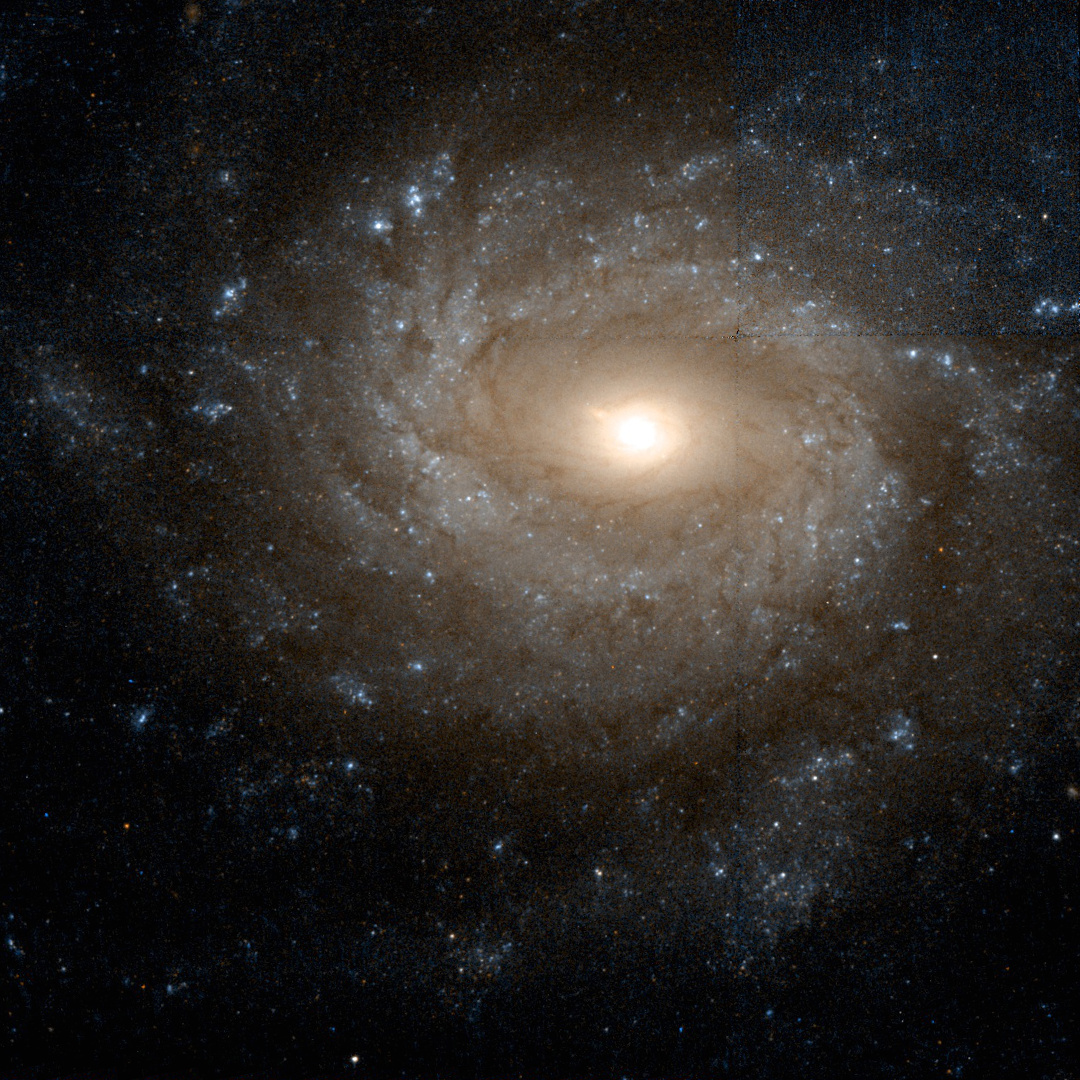
Detaillierte Aufnahme des Zentrums von NGC 3486, erstellt mit Hilfe des Hubble-Weltraumteleskops